# チョクトー・スタジアム
チョクトー・スタジアム（Choctaw Stadium）は、アメリカ合衆国のテキサス州アーリントンにある野球場。MLBテキサス・レンジャーズが1994年から2019年まで本拠地としていた球場である。2020年はXFLのダラス・レネゲイズ（2023年からはアーリントン・レネゲイズに改称）が本拠地としし、レネゲイズは2024年からはUFLに移動した。レンジャーズの2020年からの本拠地はこの球場からすぐ南に位置するグローブライフ・フィールドである。
1980年代後半、本拠地アーリントン・スタジアムの老朽化に伴い、レンジャーズが新球場建設を求めるロビー活動を開始。1990年10月24日に球団とアーリントン市が合意し、1992年4月24日に建設が開始され、1994年4月1日に開場した。
レンガと鉄骨を組み合わせた新古典主義の典型的な球場。テキサス州が19世紀前半に独立国だった時代の象徴「一つ星（ローンスター）」が至る所にみられる。

## フィールドの特徴
クアーズ・フィールド（コロラド州デンバー）と並んで打者有利な球場。
テキサス州は空気が乾燥しているため、他の球場より打球の飛距離が伸び、球足も早くなる。特に右翼方向はタイガー・スタジアムを模して造られた「ホームラン・ポーチ」と呼ばれる屋根付き観客席がフィールドにせり出しているため、左打者に本塁打が出やすい。
夏には気温が摂氏40度を超えることもあるほど暑いことから、乾燥を防ぐために内野の土には水を撒いて水分を染み込ませるようにしている。

## 設備、アトラクション、演出
- オフィスビル：外野センター後方に4階建てのオフィスビルが建っている。ニューオーリンズのフレンチクォーターを思わせるヨーロッパ風のビルで、1階に売店と入場窓口、2階と3階に賃貸オフィス、4階に球団事務所が入っている。
- ポール：両翼のポールは旧球場アーリントン・スタジアムのものを使っている。

## スタジアム名の変遷
1994年の開場時には、オリオール・パーク・アット・カムデン・ヤーズに影響を受けザ・ボールパーク・イン・アーリントン（The Ballpark in Arlington ）と名付けられた。2004年5月に住宅ローン会社のアメリクエスト・モートゲイジ社が球場の命名権を30年7500万ドルで買い取り、名称がアメリクエスト・フィールド・イン・アーリントン（Ameriquest Field in Arlington ）に変更された。
しかし2006年、レンジャーズ側が「アメリクエスト社の業績悪化」や「球団のブランド戦略」を理由に契約の解消を提案した。1年ほど続いた交渉は合意に達し、2007年3月19日に命名権の球団への返還が発表された。新しい球場名にはチーム名の“レンジャーズ”が入ることとなった。
2014年2月5日にテキサス州の保険会社・グローブライフ社が10年間の命名権を取得し、「グローブライフ・パーク・イン・アーリントン（Globe Life Park in Arlington）」に改名した。
2021年8月25日、Choctaw Casinos & Resortsが命名権を取得して「チョクトー・スタジアム (Choctaw Stadium)」に改名した。

## 主要な出来事
- 1994年4月1日 - ニューヨーク・メッツ戦で開場。
- 1994年4月11日 - ミルウォーキー・ブルワーズ戦でMLB公式戦初開催（ブルワーズ 4－3 レンジャーズ）。
- 1994年7月28日 - ケニー・ロジャースがカリフォルニア・エンゼルス戦で史上14人目となる完全試合を達成
- 1995年7月11日 - オールスターゲーム開催（ナ・リーグ 3－2 ア・リーグ）。野茂英雄が先発し、2回を無失点に抑えた。
- 1996年9月15日 - ノーラン・ライアンの永久欠番「34」の制定記念の式典が開催[6]
- 1997年6月12日 - MLB史上初のインターリーグ（サンフランシスコ・ジャイアンツ戦）が開催された（ジャイアンツ 4－3 レンジャーズ）。
- 1998年9月19日 - フアン・ゴンザレスが通算300本塁打を達成[7]
- 2003年5月11日 - ラファエル・パルメイロが史上19人目となる通算500本塁打を達成。
- 2003年9月21日 - アレックス・ロドリゲスが通算345本塁打を記録、レンジャーズの選手としてわずか3年間で156本塁打を記録し、この年はMVPを受賞してニューヨーク・ヤンキースへ移籍
- 2004年5月8日 - アルフォンソ・ソリアーノが6打数6安打4打点の大活躍[8]
- 2004年8月17日 - マーク・テシェイラがサイクル安打を達成[9]
- 2007年6月20日 - サミー・ソーサが史上7人目となる通算600本塁打を達成[10]
- 2008年9月1日 - シアトル・マリナーズのエイドリアン・ベルトレがサイクル安打を達成[11]
- 2009年4月15日 - イアン・キンズラーが6打数6安打4打点・1本塁打1三塁打2二塁打1盗塁の大活躍[12]
- 2010年10月 - ロン・ワシントン監督の下でニューヨーク・ヤンキースとのチャンピオンシップシリーズ（MVPはジョシュ・ハミルトン）、球団創設50年目で初のアメリカンリーグ優勝を決め、ワールドシリーズ開催が実現。11月1日の当球場における第5試合でジャイアンツが4勝1敗で優勝し、試合後双方のファンから健闘をたたえ拍手が贈られた。
- 2011年7月7日 - オークランド・アスレチックス戦の2回表、ジョシュ・ハミルトンがレフトスタンドに投げ込んだボールを捕球しようとした地元の消防士の男性がフェンスと観客席の間の隙間に転落し死亡する事故が発生[13]。
- 2011年8月10日 - マイケル・ヤングが通算2000安打を達成[14]
- 2011年10月 - デトロイト・タイガースとのチャンピオンシップシリーズ（MVPはネルソン・クルーズ）、セントルイス・カージナルスとのワールドシリーズ開催。この年は第45回スーパーボウルと2011年のNBAファイナル（英語版）も同じテキサス州で開催された。
- 2012年8月24日 - エイドリアン・ベルトレが自身2度目（史上21人目）のサイクル安打を達成[15]
- 2013年4月8日 - ジョー・ネイサンが史上24人目となる通算300セーブを達成[16]
- 2013年9月23日 - アレックス・リオスがサイクル安打を達成[17]
- 2015年8月3日 - エイドリアン・ベルトレが自身3度目（史上4人目）のサイクル安打を達成[18]
- 2017年4月29日 - カルロス・ゴメスが自身2度目（史上23人目）のサイクル安打を達成[19]
- 2017年7月30日 - エイドリアン・ベルトレが史上31人目となる通算3000安打を達成[20]
- 2017年8月12日 - イバン・ロドリゲスのアメリカ野球殿堂表彰と永久欠番「7」の制定記念の式典が開催[21]
- 2019年6月8日 - エイドリアン・ベルトレのアメリカ野球殿堂表彰と永久欠番「29」の制定記念の式典が開催[22]
- 2019年6月21日 - ノマー・マザラがスタットキャスト史上最長となる505フィート（約154メートル）の本塁打を記録[23]
- 2019年8月30日 - マイケル・ヤングの永久欠番「10」の制定記念の式典が開催[24]
- 2019年9月26日 - エルビス・アンドラスが通算300盗塁を達成[25]
- 2019年9月29日 - ニューヨーク・ヤンキース戦で最後の公式戦を開催。試合前に始球式でノーラン・ライアンがケニー・ロジャースに投球[26]